# Шеппинг
Шеппинг (нем. Freiherren op dem Hamme gennant von Schoeppingk) — дворянский род.

## Происхождение и история рода
Род баронов фон Шеппинг происходит от фамилии оп дем Гамме фон Шеппинг, существовавшей в Вестфалии в XIII столетии. В 1499 г. Иоганн оп дем Хамме, именуемый Шеппингом, прибывший из Вестфалии из города Камен и женившийся на дочери рода фон Хайден, приобрёл имение Борнсмюнде (нем. Bornsmünde) в 7 км от Бауски и в 3 км от Саулайне, на краю старой Елгавской дороги (ныне Рундальская волость Рундальского края, в посёлке Зиедони). 17 октября 1620 года род внесён в матрикул курляндского дворянства.
Члены этого рода в Высочайших указах, патентах на чины и других официальных документах, начиная с 1818 года, именованы баронами. Определениями Правительствующего Сената от 10 июня 1853 и 28 февраля 1862 гг., за курляндской дворянской фамилией фон Шеппинг признан баронский титул.

## Известные представители
- Юлия Ивановна Пален, урожд. бар. Шеппинг (1751—1814) — жена П. А. Палена
- барон Шеппинг, Эрнест Дитрих (Дмитрий Фёдорович), её двоюродный брат — курляндский землевладелец и чиновник, после присоединения Курляндии к России был пожалован в российские тайные советники.
  - барон Фёдор Дмитриевич Шеппинг — (Магнус Фридрих; 1779—1855) — тайный советник.
  - барон Отто Шеппинг (1790—1874) — генерал-майор.
    - барон Дмитрий Оттович Шеппинг (1823—1895) — историк, археолог, этнограф.
      - барон Владимир Дмитриевич Шеппинг (1.08.1853—16.01.1921) — гофмейстер, член правления Московского отделения Государственного дворянского земельного банка от дворянства Московской губернии, член попечительского совета Комиссаровского Технического училища, член правления Института Московского дворянства имени Императора Александра III.
        - Шеппинг Дмитрий Владимирович. Род.1880, г. Москва, русский, б/п, обр.среднее, счетовод учебно-опытного з-да Московского техникума «Жирпрома», прож.: г. Москва, ул. Б.Молчановка, 23-27. Арест. 1.12.1929. Приговорен Коллегией ОГПУ 13.03.1930, обв.: участие в к.-р. террористической организации. Расстрелян 17.03.1930. Реабилитирован 5.08.1992.[1]
        - Наталья Владимировна Шёппинг (1888—1965), муж — Белёвский-Жуковский, Алексей Алексеевич.

## Описание герба
по Долгорукову
В золотом поле следующий знак: ΔΛ, чёрного цвета.
На гербе дворянский шлем с баронской короной; намет чёрный, подложенный золотом. Такая же фигура повторена в нашлемнике, где её держат справа лев, слева чёрный гриф.